# Don Alt
Don D. Alt (* 15. Dezember 1916 in St. Joseph, Missouri; † 18. August 1988 in Las Cruces, New Mexico) war ein US-amerikanischer Unternehmer und Abgeordneter im Repräsentantenhaus von Iowa.

## Werdegang
Alt besuchte die Drake University und die Iowa State University. Im Zweiten Weltkrieg war Alt in Europa stationiert, erreichte den Rang eines Captain und wurde nach dem Krieg Vizepräsident von Home Federal Savings and Loan. Als Republikaner war Alt von 1969 bis 1973 Abgeordneter im Repräsentantenhaus von Iowa.
Alt war verheiratet und hatte zwei Töchter und einen Sohn. Alt war unter anderem Mitglied bei den Kiwanis und der American Legion. 1985 zog er nach Las Cruces.